# Rosselange
Rosselange település Franciaországban, Moselle megyében. Lakosainak száma 2403 fő (2022. január 1.). Rosselange Clouange, Moyeuvre-Grande, Ranguevaux, Rombas és Vitry-sur-Orne községekkel határos.

## Története
A települést először 775-ben említették Rocheringas néven, és 1659 óta Franciaország része.

## Népesség
A település népessége az elmúlt években az alábbi módon változott:
| Lakosok száma | 4485 | 3601 | 3242 | 2999 | 2876 | 2767 | 2693 | 2650 | 2567 | 2403 |
|               | 1968 | 1982 | 1990 | 2006 | 2013 | 2015 | 2017 | 2019 | 2020 | 2022 |